# Гага
Гага је мушко словенско име и у Србији је то изведено име од имена Гаврило, потиче од старохебрејског „gabriel“, што значи „Бог му је дао снагу“, те означава снажног, јаког, моћног човека. Користи се у Србији и Хрватској и у овој другој земљи сродно је именима Драгица, Драга, Агата и Драгана. Гага је хипокористик и од мушких имена као што су Агатон, Драган, Драги, Драгић, Драгимир/Драгомир, Драгислав/Драгослав, Драгиша, Драгивој, Драгољуб, Драгорад, Драгосав, Драговит, Драгутин, Габријел, Габрило, Гавријел, Гаврил.